# Steffen Roll
Steffen Roll (* 1977 in Ost-Berlin) ist ein deutscher Schauspieler, der vor allem durch seine vielen Rollen im Satire/Comedy-Format Browser Ballett und dem Satire-Magazin Extra3 bekannt ist.

## Leben
Roll machte 1994 bis 1997 sein Abitur. Nach seinem Zivildienst an der Berliner Charité von 1998 bis 1999 absolvierte er ab 2000 eine Schauspielausbildung an der Universität der Künste in Berlin, die er 2004 mit einem Diplom abschloss. Während dieser Zeit spielte er bereits kleinere Rollen in Kurzfilmen.
2014 fand in Göttingen die Weltpremiere des in weiten Teilen autobiografischen Stückes Zwei Fluchten aus Berlin-Lichterberg unter der Regie von Nico Dietrich statt. Bereits zuvor hatte Roll am Jungen Theater Göttingen und in Berlin zusammen mit Jörg Tartaczyk verschiedene Stücke inszeniert. Die gemeinsame Regie- und Drehbucharbeit wurde jedoch durch den plötzlichen Tod von Jörg Tartaczyk am 14. Juli 2011 beendet.
Zwischen 2011 und 2017 spielte er in diversen Kurzfilmen, unter anderem in Trauerweiden in der Rolle des Patienten Thomas Waschke. Seit 2016 ist er regelmäßig beim funk-Satireformat Browser Ballett in verschiedenen Rollen zu sehen.
Seit 2021 spielt er in der Serie MiniMocks und der Satireshow Aurel Original mit. Außerdem tritt er seit 2022 auch in der Satireshow Extra 3 auf.

## Filmografie
- 2001: Neue Wellen
- 2002: Die Ritterinnen

- 2002: Rauch über Rummelsburg (Kurzfilm)
- 2011: Etikette (Kurzfilm)
- seit 2016: Browser Ballett (bis 2019 Bohemian Browser Ballett)
- 2017: Trauerweiden (Kurzfilm)
- seit 2021: Mini Mocks
- seit 2021: Aurel Original
- seit 2022: Extra 3

## Theater
- 2004: Heilige Johanna der Schlachthöfe
- 2004 bis 2008: Peter Zadek inszeniert Peer Gynt als Mads Moen
- 2005: Familiengeschichten Belgrad
- 2009: Wenn der Mann vorbeikommt
- 2010: Stopp Bob
- 2010: Hypnose
- 2010:  L'amour L'amour
- 2011: "Affe zu, Klappe tot"
- 2011: Zuhause
- 2014: Helden wie wir – Zwei Fluchten aus Berlin-Lichtenberg